# تامي ديفيز
تامي ديفيز (بالإنجليزية: Tammy Davis)‏ هو ممثل نيوزلندي، ولد في 1 سبتمبر 1975.

## وصلات خارجية
- تامي ديفيز على موقع IMDb (الإنجليزية)
- تامي ديفيز على موقع قاعدة بيانات الفيلم (الإنجليزية)